# Nell Carroll
Nell Carroll (ur. w 1904 r.) – brytyjska narciarka alpejska. Jej największym sukcesem jest srebrny medal wywalczony w biegu zjazdowym podczas mistrzostw świata w Mürren w 1931 roku. Rozdzieliła tam na podium swą rodaczkę, Esmé MacKinnon i Austriaczkę Irmę Schmidegg. Był to jej jedyny medal wywalczony na międzynarodowych zawodach tej rangi.

## Osiągnięcia

### Mistrzostwa świata
| Miejsce | Dzień     | Rok  | Miejscowość | Konkurencja | Czas biegu | Strata | Zwyciężczyni   |
| ------- | --------- | ---- | ----------- | ----------- | ---------- | ------ | -------------- |
| 14.     | 19 lutego | 1931 | Mürren      | Slalom      | 2:38,0     | +36,9  | Esmé MacKinnon |
| 2.      | 20 lutego | 1931 | Mürren      | Zjazd       | 3:05,6     | +26,8  | Esmé MacKinnon |